# Air Burkina

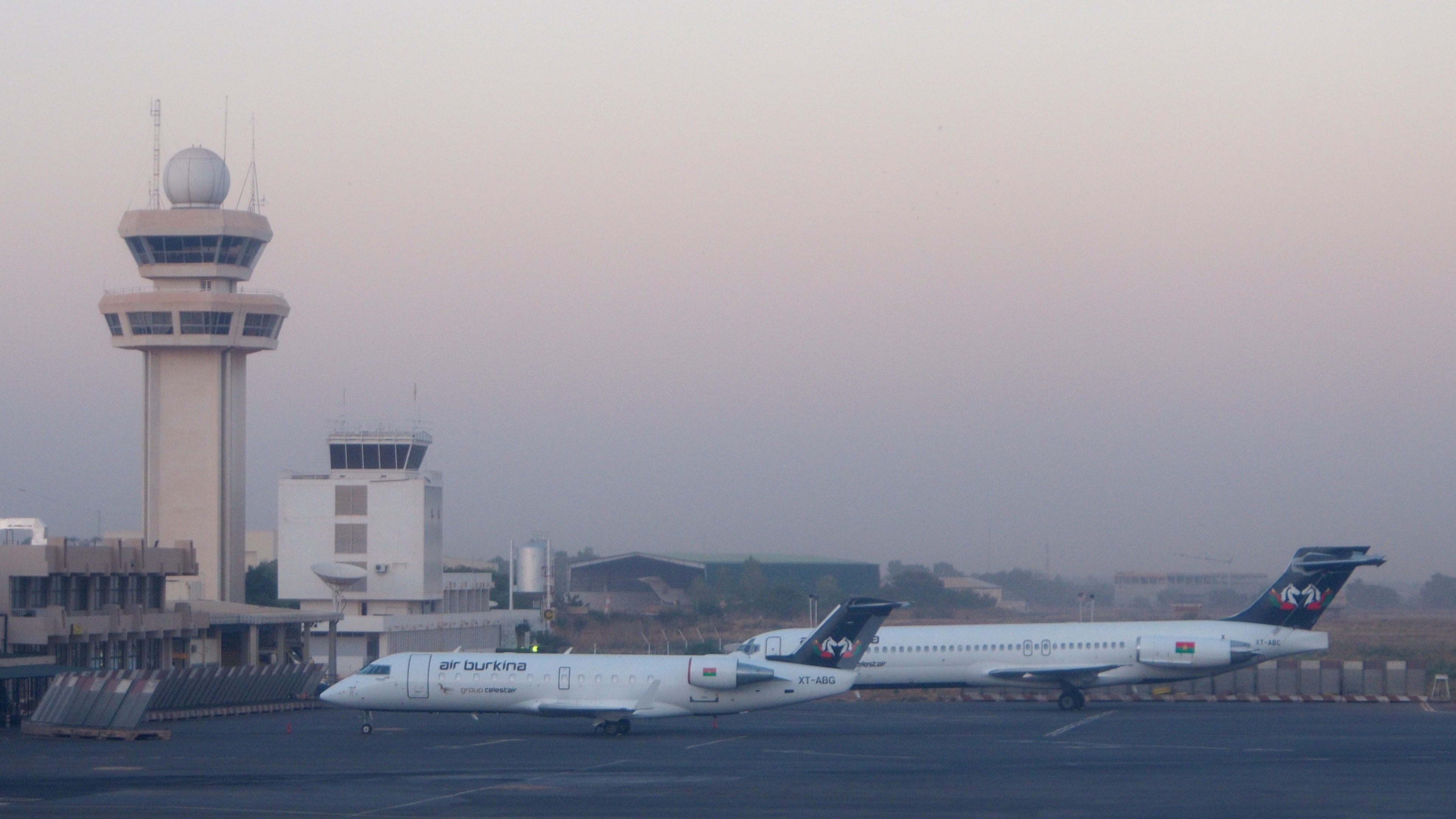
Un avió a l'Aeroport d'Ouagadougou

Air Burkina SA és l'aerolínia nacional de Burkina Faso, que dona a destins nacionals, Bobo-Dioulasso, així com els serveis a Togo, Benín, Mali, Níger, Costa d'Ivori i Ghana. És propietat majoritària d'un consorci AKFED / IPS, i opera des de la seva base principal a l'Aeroport d'Ouagadougou.